# Karnut
Karnut (en arménien Կառնուտ) est une communauté rurale du marz de Shirak en Arménie. En 2008, elle compte 1 059 habitants.